# Комнатные растения

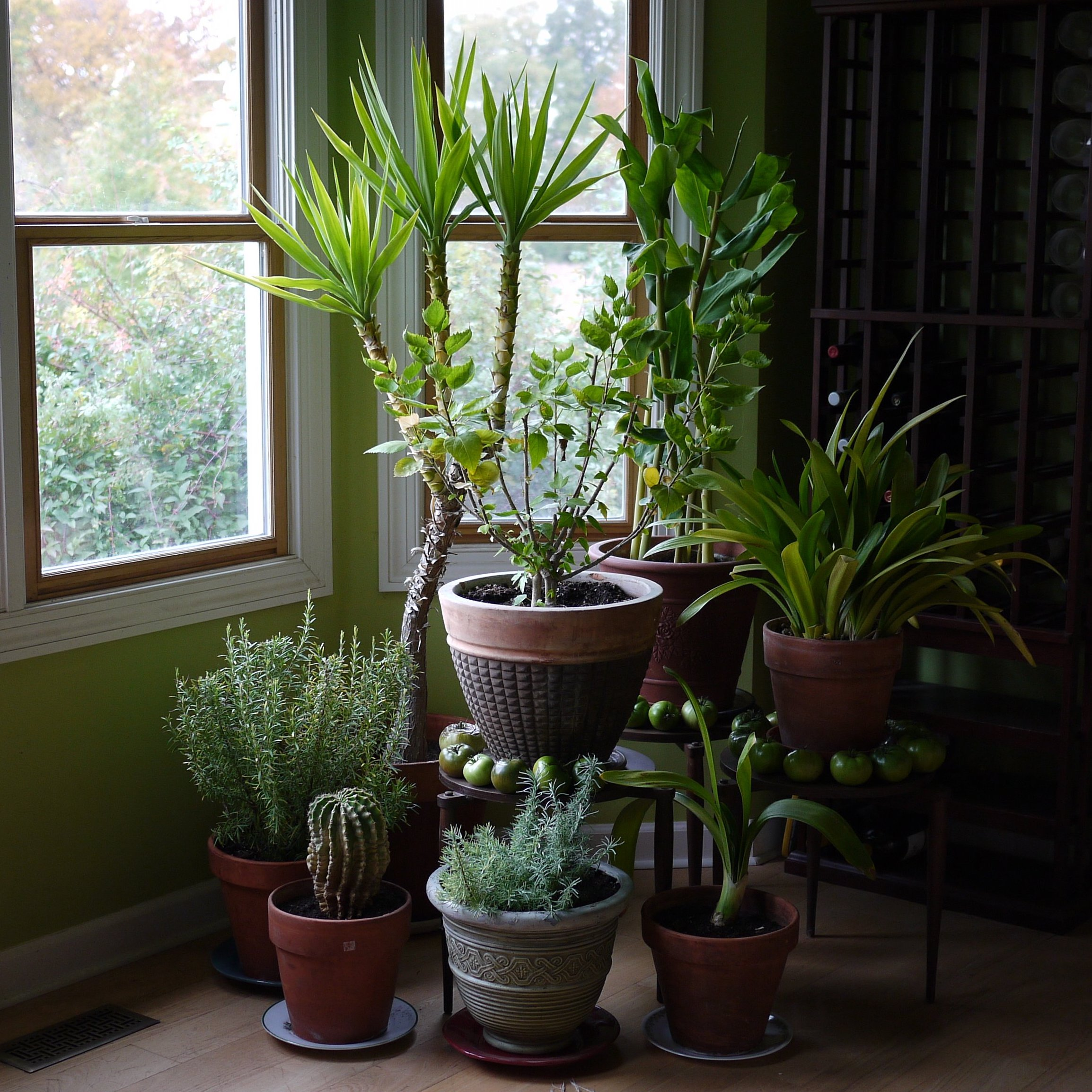
Группа комнатных растений в интерьере

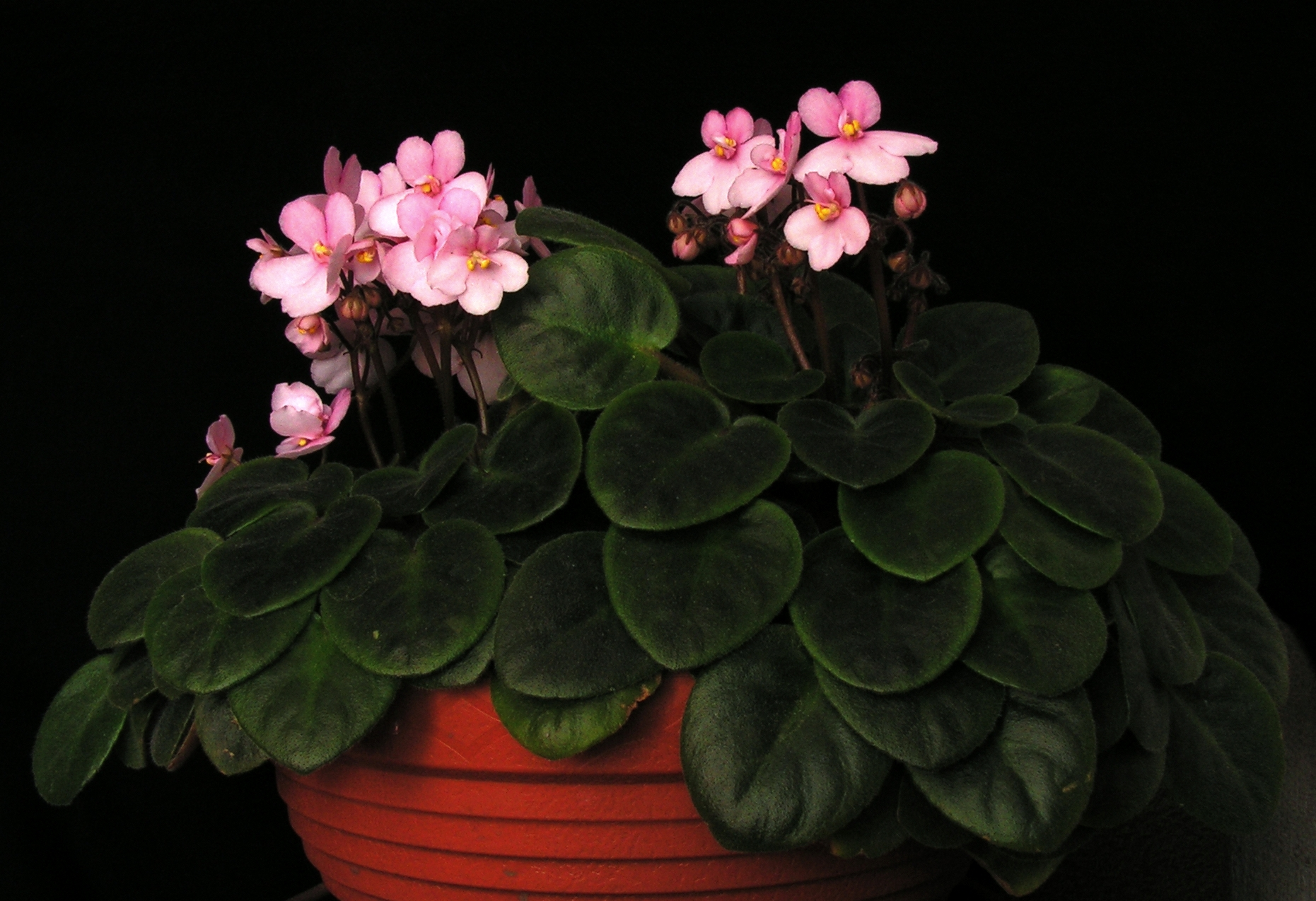
Одно из популярных комнатных растений — Сенполия (Saintpaulia).

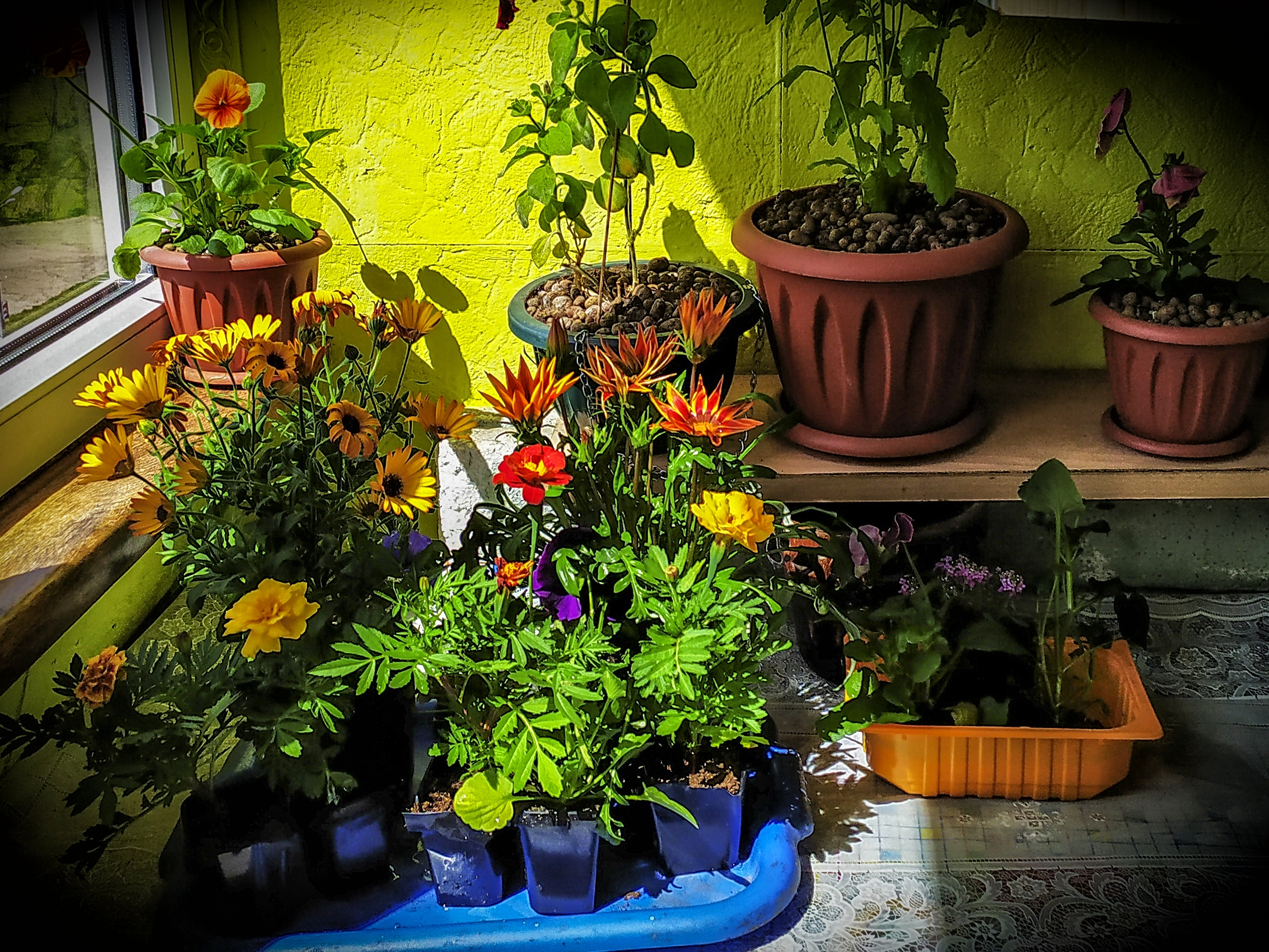
Коллекция комнатных растений.

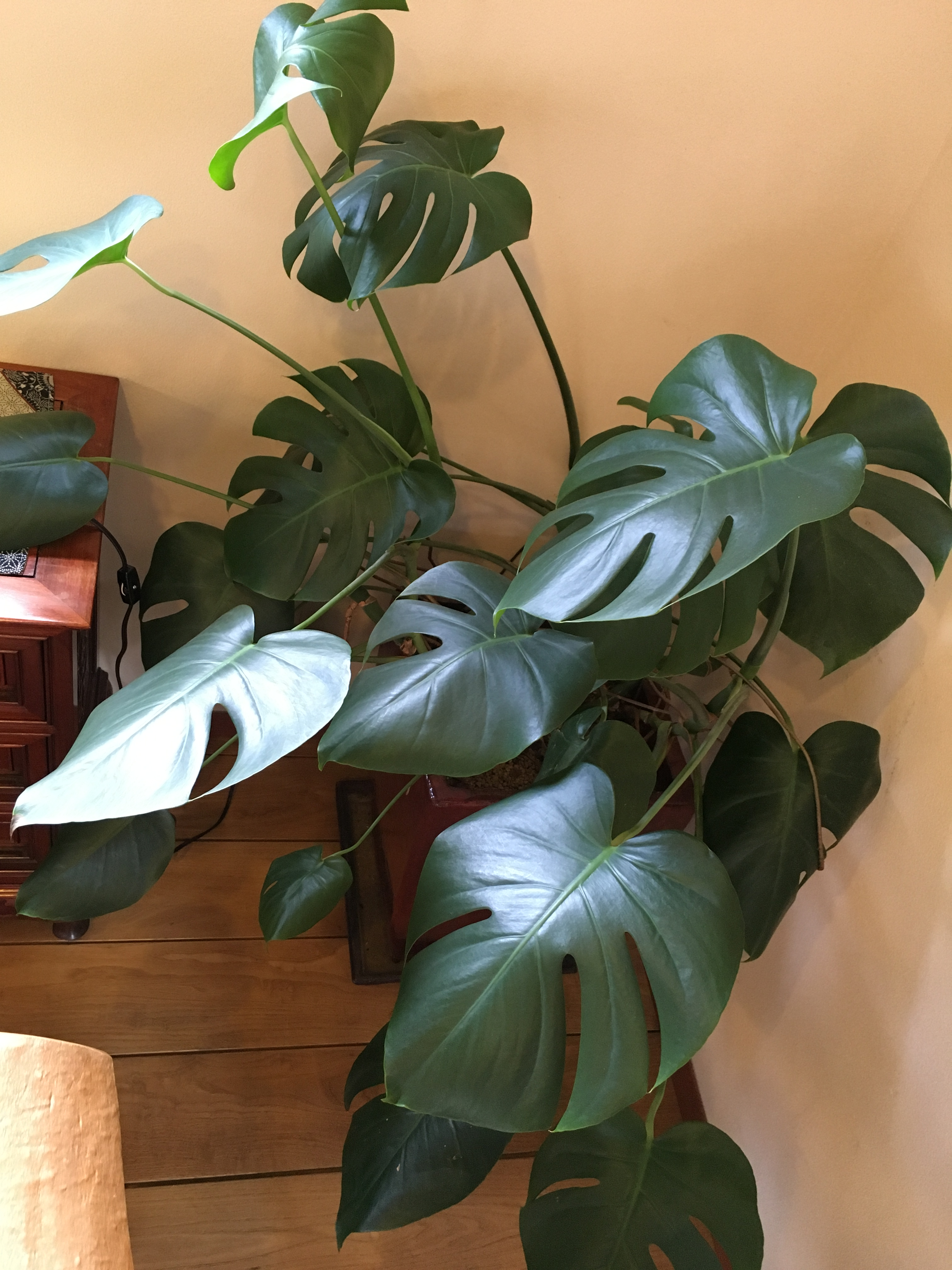
Монстера деликатесная (Monstera deliciosa).

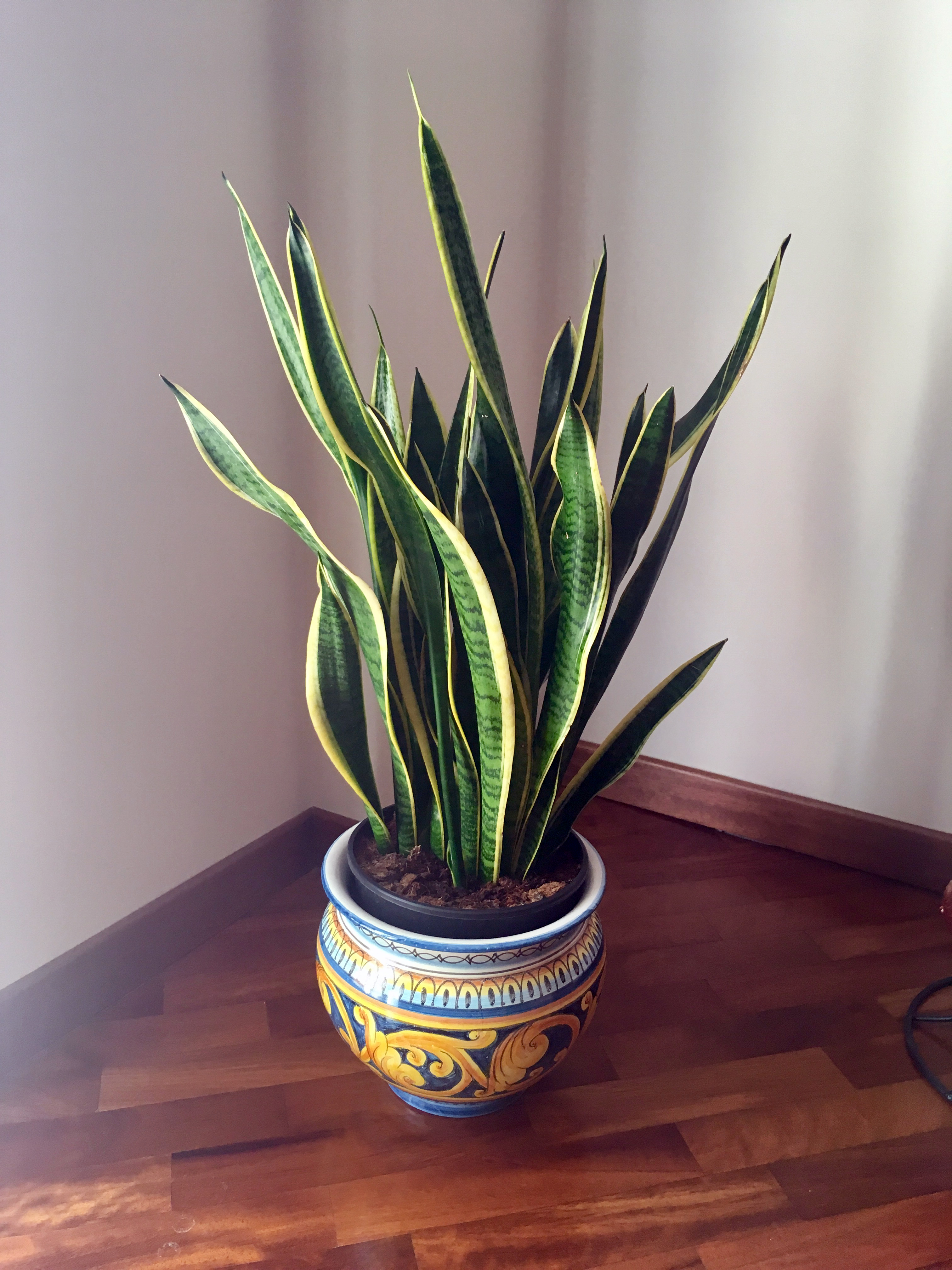
Драцена трёхполосная (Dracaena trifasciata).

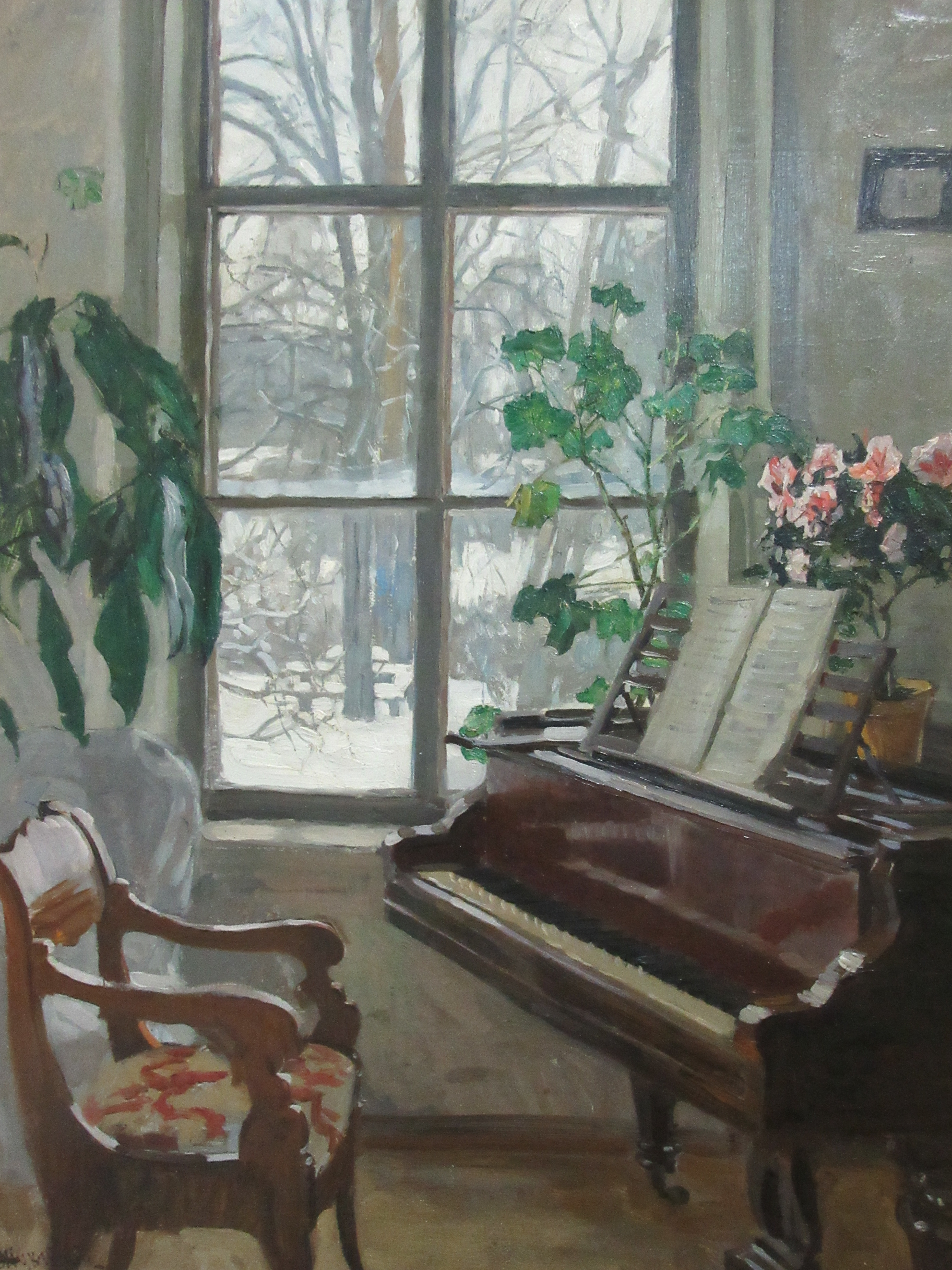
Станислав Жуковский: «Гостиная с роялем» (1916—1917 годы).

Комнатные растения — растения, которые выращивают в комнатах и в общественных помещениях. Большинство комнатных растений происходит из тропиков и субтропиков.
Поскольку для жилых или общественных помещений характерны не столь благоприятные для растений условия, как при выращивании их в теплицах (например, боковое направление света, его малое количество, сухость воздуха, обилие пыли, сквозняки, неравномерная температура), для достижения здорового состояния и надлежащего развития растений используются особые приёмы. Условия в общественных и служебных помещениях обычно бывают ещё менее благоприятные, чем в жилых, поэтому здесь выращивают наиболее неприхотливые комнатные растения.
Чаще всего растения выращивают в горшечной культуре — в горшке или другом контейнере, который наполняют субстратом и располагают в интерьере. Но изредка комнатные растения выращивают без горшков — в грунте во флорариумах или палюдариумах, на гидропонике (например, фитостены с проливной системой), в воде (например, Dracaena sanderiana часто выращивают в воде), или подвешивают эпифитные растения в воздухе без субстрата (например, тилландисии или некоторые виды орхидей). 
Иногда растения используют как сезонные украшения, «долгие букеты», которые выбрасывают после цветения, так как в условиях помещений им трудно обеспечить подходящие условия. К таким красивоцветущим растениям относят, например, пуансеттии, которые используют как украшения к Рождеству, выгоночные культуры луковичных растений — весной, вереск — осенью. Для повторного зацветания им требуется либо прохладная зимовка, либо другие условия, которые трудно воспроизвести в условиях квартиры, но легко создать в условиях коммерческого растениеводства. 

## История
В Древнем Египте горшочные растения использовались для украшения храмов и общественных зданий, о чём свидетельствуют, сохранившиеся изображения, датируемые приблизительно 1500 годом до нашей эры. В Древней Греции наблюдалось подобное явление, а в Древнем Риме при домах устраивались крытые садики.
Зимой 1240 года в Кёльне, помещения, при пышном приёме графа Голландии Виллем II, были украшенны цветами и небольшими цветущими деревцами. Устроителем этого чуда был Альберт Мангус. За созданную необыкновенную красоту, его обвиняли в чёрной магии и колдовстве.
Первый в России Ботанический сад на Аптекарском острове был открыт при Петре I, где стали выращивать не только лекарственные травы, но и растения «куриозные».

## Выращивание комнатных растений

### Микроклиматические особенности жилых помещений
При подборе видов и сортов комнатных растений для выращивания в жилых помещениях и офисах учитывают специфику светового режима, температуру, влажность воздуха, а также общую площадь и высоту комнат. Часто растения крупномеры в комнатах содержать невозможно или весьма сложно. Нередко цветоводы вынуждены отказываться от дальнейшего содержания высоких растений, так как рост растений ограничивает высота или площадь помещения. Дневной свет в комнатах односторонний — со стороны окон, и крона освещается лишь частично.

### Почвенные смеси
Применение почвенных смесей и отдельных типов садовых земель диктуется условиями возделывания декоративно-цветочных растений в оранжереях и комнатах. К числу садовых земель, имеющих практическое применение, относятся дерновая, листовая, вересковая, торфяная, навозный перегной, земля, бывшая в употреблении, компостная, песок, древесная земля, папоротниковые корни, мох.

### Температура
Большинство комнатных растений хорошо растёт в тёплых комнатах и в помещениях с умеренной температурой. Зимой со стороны окон ощущается непрерывный ток холодного воздуха, вследствие чего охлаждается земляной ком и страдает корневая система. Для уменьшения отрицательного влияния сквозняков и низкой температуры подоконников используют низкие скамеечки что бы создать между поверхностью подоконника и горшка воздушную изоляцию.

### Влажность воздуха
В комнатах растения страдают от сухости воздуха, в первую очередь это сказывается на листьях; у них наблюдается быстрое и прогрессирующее засыхание верхушки листочков или долей листа. Для уменьшения вредного влияния сухости воздуха необходимо систематически обмывать листья и производить опрыскивания водой.

### Полив
Потребность в поливке комнатных растений зависит от экологических требований конкретного вида растений, времени года, состава земли, условий содержания и размера растений. Избыточно увлажнённое состояние земляного кома приводит к заболеваниям корней растений, в первую очередь это отражается на листьях: окраска пластинки — тускнеет, появляются тёмно-коричневые пятна, постепенно увеличивающиеся в размере. У растений, долго подвергавшихся пересушке, листья быстро подсыхают с верхушек и в конечном счёте полностью желтеют. Частота поливки комнатных растений зависит от температуры воздуха в комнате, состояния погоды, размера растений, его облиственности, развития корневой системы и состава земли.

### Подкормка для комнатных растений
На данный момент существует множество специализированных удобрений для комнатных растений как универсального (подходят большой группе неприхотливых видов), так и узкого охвата (определённый род, семейство или жизненная форма, например — суккуленты). Кроме промышленных средств подкормки растений, используются народные, среди которых: дрожжи, сахар, кофейная гуща, кожура цитрусовых и бананов, древесная и печная зола, луковая шелуха, вода из аквариума или после размораживания мяса